# 李绳武 (民国)
李绳武（1905年—2000年），廣西容县人，中华民国陆军中将。
出身贫农，广西省立第三中学毕业。1924年春加入中国国民党，并经保荐考入黄埔军校，编入第一期第一队。毕业后任黄埔军校教导团第三营排长，第四期学员总队区队长，国民革命军北伐东路军总部警卫连长、少校参谋，中央警卫师第一旅中校团副，军政部科长，第九十五师副参谋长、参谋长。抗日战争爆发后，任九十五师副师长。1938年任军政部第十补充兵训练处处长。1940年授衔陆军少将。1941年5月6日任新编第十二军副军长。1942年任新编第十师师长。1945年秋任中央训练团第十五军官总队中将副总队长、总队长，国防部第三编练司令部副司令官。1949年到台湾，任国防部中将附员，1960年退役。